# Tupigea
Tupigea is een geslacht van spinnen uit de familie trilspinnen (Pholcidae).

## Soorten
Het geslacht kent de volgende soorten:
- Tupigea altiventer (Keyserling, 1891)
- Tupigea cantareira Machado et al., 2007
- Tupigea iguassuensis (Mello-Leitão, 1918)
- Tupigea lisei Huber, 2000
- Tupigea maza Huber, 2000
- Tupigea nadleri Huber, 2000
- Tupigea paula Huber, 2000
- Tupigea sicki Huber, 2000
- Tupigea teresopolis Huber, 2000